# Tenzin Sönam
Tenzin Sönam (Darjeeling, 1959) is een Tibetaans filmregisseur en producer van Tibetaanse films. Samen met Ritu Sarin heeft hij White Crane Films opgerichte. Sönam woont in India.
Hij studeerde af aan de Universiteit van Delhi en werkte een jaar voor de Tibetaanse regering in ballingschap. Daarna reisde hij een paar jaar in Zwitserland, New York, Arizona en Los Angeles waar hij enkele baantjes had totdat hij begon aan de Graduate School of Journalism aan de Universiteit van Californië, Berkeley, waar hij zich specialiseerde in documentaires.

## Filmografie
In 1992 maakte hij samen met Ritu Sarin The Reincarnation of Khensur Rinpoche. De film gaat over een monnik die een kind zoekt die de incarnatie is van de overleden Khensur Rinpoche.
Sönam en Sarin regisseerden samen de documentaires The Shadow Circus: The CIA in Tibet (1998) en Trials of Telo Rinpoche (1999) in opdracht van de BBC.
Tenzin Sönam was verder regisseur van de speelfilm Dreaming Lhasa uit 2005, eveneens samen met Sarin die ook verantwoordelijk was voor de productie van de film. Sönam schreef het script voor de film. Voor deze film waren ze in 1996 tijdelijk met White Crane Films naar Dharamsala verhuisd, een stad waar veel Tibetaanse ballingen wonen en dicht tegen de grens met Tibet ligt.

## Tibetaanse filmmakers
Andere filmmakers van Tibetaanse films zijn Döndrub Wangchen, Khyentse Norbu, Ritu Sarin en Neten Chokling.